# پاپندورف (اوکر-راندوو)
پاپندورف (به آلمانی: Papendorf) یک شهر در آلمان است که در فرپومرن-گرایفسوالد واقع شده‌است. پاپندورف ۲۲۳ نفر جمعیت دارد.